# Rafał Broda
Rafał Jan Broda (ur. 19 stycznia 1944 w Cieszynie) – polski fizyk jądrowy, działacz polityczny, publicysta, profesor doktor habilitowany. 

## Życiorys

### Działalność naukowa
W 1966 ukończył studia z zakresu fizyki na Wydziale Matematyki, Fizyki i Chemii Uniwersytetu Jagiellońskiego w Krakowie, uzyskując tytuł magistra nauk matematyczno-przyrodniczych. W 1971 obronił tam pracę doktorską uzyskując stopień doktora nauk fizycznych. W 1981 otrzymał stopień doktora habilitowanego, a 14 stycznia 1992 r. tytuł naukowy profesora nauk fizycznych. 
Od 1966 roku pracuje w Instytucie Fizyki Jądrowej w Krakowie. Był stypendystą Międzynarodowej Agencji Energii Atomowej w Instytucie Nielsa Bohra w Kopenhadze. Przez ponad 12 lat przebywał na pobytach naukowych w kilku krajach europejskich i w Stanach Zjednoczonych, m.in. w latach 1968–1971 pracował naukowo w Zjednoczonym Instytucie Badań Jądrowych w Dubnej w ZSRR, 1972–1974 – w Instytucie Nielsa Bohra (Niels Bohr Institutet for Astronomi, Fysik og Geofysik) w Kopenhadze (Dania), 1977–1979 i 1989–1991 – w Institut für Kernphysik der KFA Jülich (Niemcy), a 1982–1984 – w Purdue University w stanie Indiana (Stany Zjednoczone).
Jest współautorem około 200 oryginalnych prac naukowych publikowanych w czasopismach zagranicznych (m.in. w „Acta Physica Hungarica New Series”, „The European Physical Journal”, „Nuclear Physics”, „Physics Review”, „Physics Letters”) a także polskich (m.in. „Acta Physica Polonica”). Jest współautorem książek m.in. „Człowiek i promieniowanie jonizujące: praca zbiorowa” (Warszawa: Wydawnictwo Naukowe PWN, 2001, ISBN 83-01-13495-X), „Perspektywy zastosowania ciężkich jonów w fizyce jądrowej” (współautor J. Wilczyński; Kraków: IFJ, 1976).
Wieloletni członek Rady Naukowej Instytutu Fizyki Jądrowej, członek wielu specjalistycznych Komitetów Naukowych oraz Polskiego Towarzystwa Fizycznego (od 1966) i American Physical Society (Amerykańskiego Towarzystwa Fizycznego – od 1983 r.).

### Działalność polityczna i społeczna
W latach 1986–1987 był rozpracowywany przez Służby Bezpieczeństwa („wroga działalność polityczna w zakładzie pracy – Instytut Fizyki Jądrowej”).
Jest publicystą Radia Maryja i „Mojej Rodziny”. Publikował także na łamach różnych dzienników i tygodników, np. w „Gazecie Polskiej”, „Głosie” (tu m.in. „Nie ma już legendy Lecha W.”), „Myśli Polskiej” (m.in. przedstawiał program stowarzyszenia „Myśl dla Polski”), „Naszym Dzienniku” (m.in. „Kim są „moherowe berety”, czyli demaskacja kłamstwa”), a także w miesięcznikach takich jak „Arcana” (m.in. opracowanie „Sondaże – zabawa, czy manipulacja?”). W 2002 opublikował książkę „Unia Europejska a Polska: rozważmy to jeszcze raz” (Krzeszowice: „Ostoja”, 2003, ISBN 83-88020-18-8). Był jednym z głównych autorów raportu „Dokąd zmierzasz Polsko?”.
Współtworzył stowarzyszenie Klub „Myśl dla Polski”, a także partię Ligę Polskich Rodzin. Bez powodzenia kandydował z jej ramienia do Senatu w wyborach parlamentarnych w 2001 w okręgu krakowskim. Zajął w nich szóste miejsce spośród 23 kandydatów rywalizujących o 4 mandaty – otrzymał 133 259 głosów (co stanowiło 20.41% głosów ważnych), czyli niespełna 7 tys. głosów mniej niż osoba wybrana na senatora i niecałe 4 tys. mniej niż również przegrany ubiegający się o reelekcję Krzysztof Kozłowski. W wyborach w 2005 również bezskutecznie kandydował do Sejmu z listy Ruchu Patriotycznego (otrzymał 2056 głosów, co stanowiło 59.92% głosów oddanych na tę listę).

## Odznaczenia i nagrody
W 2005, za wzorowe, wyjątkowo sumienne wykonywanie obowiązków wynikających z pracy zawodowej, został odznaczony przez prezydenta Aleksandra Kwaśniewskiego Złotym Krzyżem Zasługi.
W 1971 r. dostał nagrodę Krajowej Agencji Energii Atomowej, a w 1984 nagrodę Polskiej Akademii Nauk.